# Сокерица
Сокерицата (Nucifraga caryocatactes) е средно голяма птица от семейство Вранови, разред Врабчоподобни, срещаща се и в България.

## Обща характеристика
Дължината на тялото ѝ е около 32 – 35 см, малко по-дребна от гугутка. Оперението ѝ е тъмнокафяво, изпъстрено с дребни бели петънца, с изключение на маховите пера. Окраската ѝ напомня на голям скорец. Човката ѝ е дълга заострена и силна.

## Разпространение и биотоп
Среща се в иглолистните гори на Европа и Азия, които в България обикновено се намират високо в планините. В северните райони в близост до полярния кръг е сравнително често срещана, като на юг ареалът ѝ е разпокъсан на островчета. По принцип се счита за северен вид и води уседнал начин на живот, но при особено сурови зими се случва ята от Сибир да мигрират към Източна Европа и Балканския полуостров. Предпочита борови гори, но макар и по-рядко, се среща в други типове иглолистни гори.
На територията на България е често срещан вид, главно високо в планините в иглолистни и смесени гори. Защитен от закона.

## Начин на живот и хранене
През лятото се храни с насекоми, дребни безгръбначни, гущерчета, жаби, яйца на други птици и малките им, които може да улови. През есента може да бъде намерена в долини и други закътани места, където растат лешници, бадеми и други костилкови култури. Разчупват бадемите и костилките на праскови и кайсии, захващайки ги с един крак, и с един два удара на човката спукват черупката. Силата на клюна им позволява да чупят лешници, захапвайки ги подобно на лешникотрошачка.
Когато попаднат на изобилие от храна, си приготвят складове. За целта изкопават дупка в земята и я запълват с лешници и други семена, които пренасят в гушата си. Когато има недостиг на храна се връща и открива склада, включително и под дебел пласт сняг. След като се нахрани, отново закрива дупката. В този период не са особено плашливи и често се приближават дори на метър до човек без да се обезпокоят. Екологичната ниша, която заемат, е сходна с тази на сойката в широколистните гори.
По време на гнезденето е много потайна и е почти невъзможно да бъде забелязана. Живее в гъстите корони на иглолистните дървета и се придвижва много ловко, захващайки се по клоните и стеблото на дърветата. Извън размножителния период често може да се срещне на открито.
Както повечето видове от семейство Вранови е интелигентна и съобразителна птица.

## Размножаване
Построява гнездото си много рано, обикновено през март. То се намира сред гъсти и сплетени клони на боровете и обикновено е труднодостъпно. Разполага го откъм слънчевата страна на дървото. Самото гнездо е доста добре изградено, средно дълбоко и тапицирано с меки материали. Мътят около 18 дни, като обикновено женската мъти нощем. Малките излитат след 21 – 28 дни.